# 戈壁棕熊
戈壁棕熊（學名：Ursus arctos gobiensis，喀尔喀（蒙古国）方言：[mat͡saːɮɛː]）是棕熊的一個亞種，分佈于蒙古戈壁地帶，是一種極危物種，现存数量约20头。2018年4月18日，中国和蒙古签订蒙古国戈壁熊技术援助项目实施协议，中国政府无偿提供资金，由中国林业科学研究院森环森保所开展戈壁熊保护技术援助，为期3年。
2024年，在中国新疆伊吾县境内靠近蒙古国大戈壁自然保护区接壤的地带首次发现戈壁熊在中国境内的分布纪录。

## 形態及習性
戈壁棕熊比大多數棕熊亞種都要小，成年雄性體重在96.0—138.0（211.6—304.2磅）之間，雌性則在51.0—78.0（112.4—172.0磅）之間。它們並不捕食其他大型哺乳動物，而主要以植物和植物果實為食。

## 分類
戈壁棕熊一度被當做西藏棕熊，但後來有研究顯示它可能是喜瑪拉雅棕熊的孑遺。它和其他棕熊存在生殖隔離。
基因研究顯示，戈壁棕熊有可能是與原始棕熊最接近的後代。。